# 2-3-1

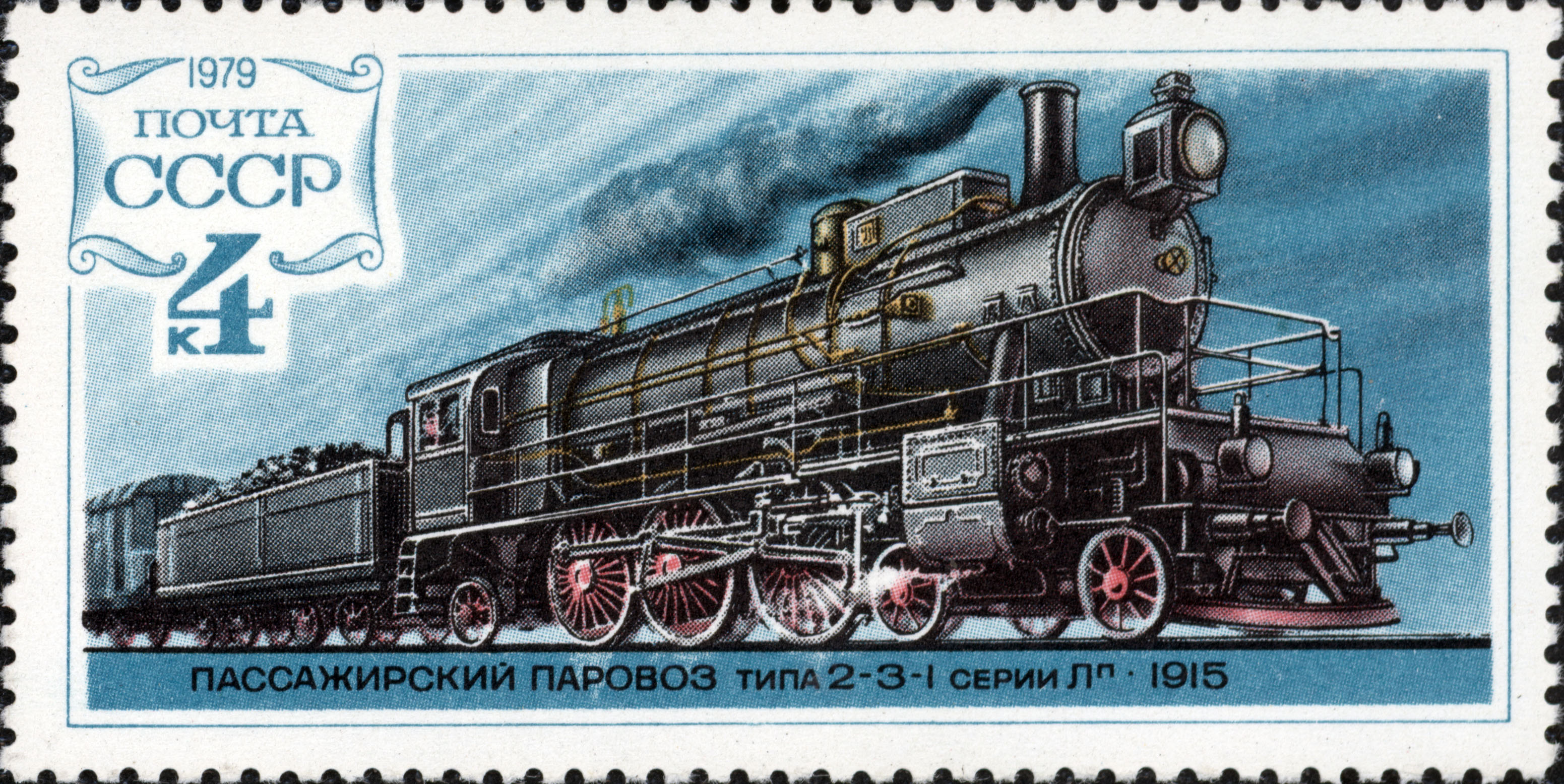
Паровоз серии Л(1914 года) типа 2-3-1

Паровоз Ъ^{х}

Тип 2-3-1 — паровоз с тремя движущими осями в одной жёсткой раме, двумя бегунковыми и одной поддерживающей осями. Является дальнейшим развитием типа 2-3-0.
Другие методы записи:
- Американский — 4-6-2 («Пасифик»)
- Французский — 231
- Германский — 2C1

## Примеры паровозов
Русские паровозы серии Л (с 1947 года — Лп), английские скоростные класса А4, маневровый вывозной танк-паровоз LSWR H16 class, немецкие BR 01, трофейные ТС.